# Đào Viên (khu)
Khu Đào Viên (giản thể: 桃园区; phồn thể: 桃園區; bính âm: Táoyuán Qū; Wade–Giles: T'ao-yüan) là quận huyện lỵ của thành phố Đào Viên ở Đài Loan (Trung Hoa Dân quốc), thành phố này toạ lạc ở phía tây bắc của đảo Đài Loan.

## Lịch sử

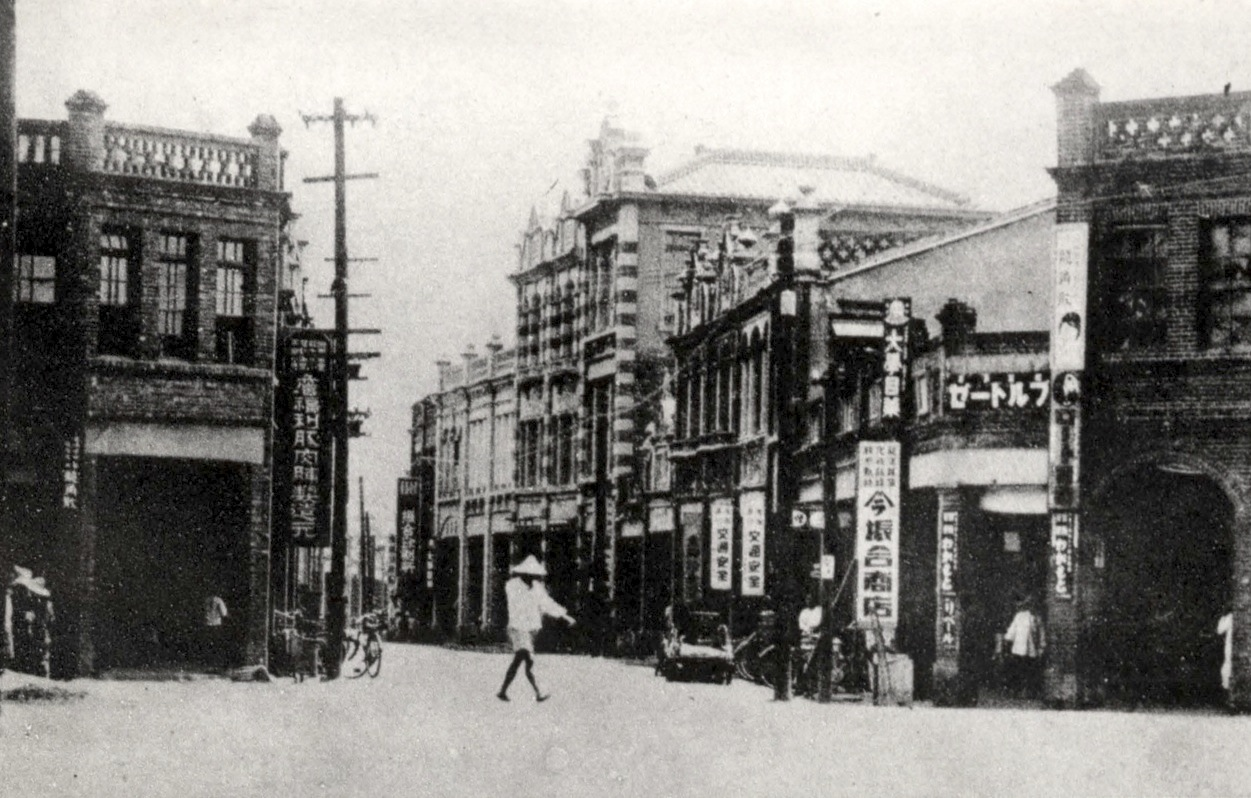
Cảnh đường phố ở Tōen năm 1939, trong thời kỳ thuộc Nhật.

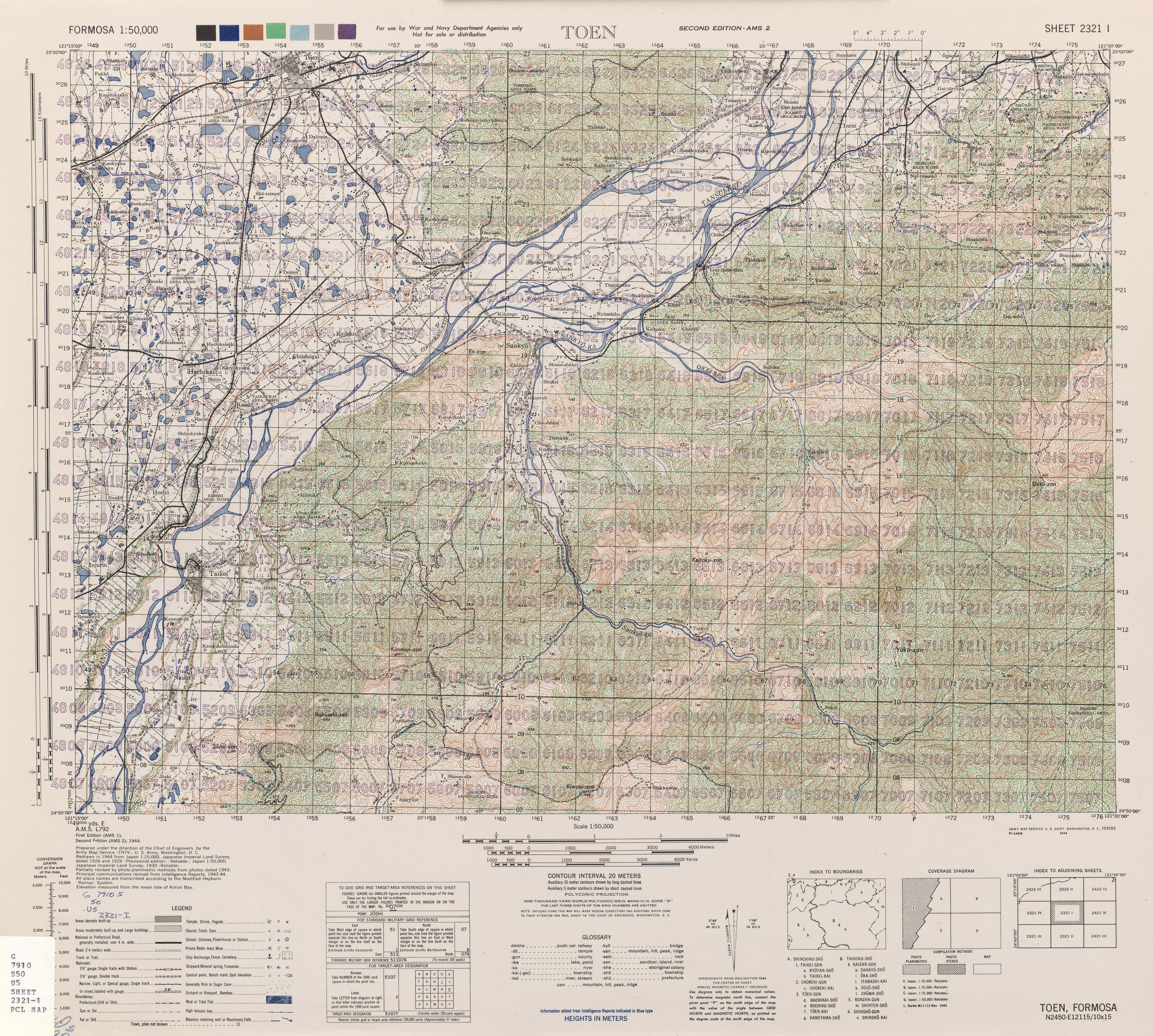
Bản đồ Đào Viên (Tōen) (1944)

Đào Viên là nơi có nhiều bộ tộc thổ dân Đài Loan. Tên cũ của Đào Viên gọi là Đào Tử Viên (tiếng Trung: 桃仔園; bính âm: Táozǐyuán; Bạch thoại tự: Thô-á-hn̂g) do khu vực này đã từng có nhiều hoa đào.

### Đế quốc Nhật Bản
Dưới thời thuộc Nhật, khu vực này là một phần của Toshien Chō (桃仔園廳 Toshien Chō) thành lập vào tháng 11 năm 1901. Vào năm 1920, nó được đổi thành Tōen Town (桃園街 Tōen Town), và sát nhập vào quận Tōen, Tân Trúc Châu.

### Trung Hoa Dân Quốc
Sau khi Nhật trao trả Đài Loan cho Trung Hoa Dân Quốc, nó được tái cơ cấu thành thị trấn Đào Viên của huyện Đào Viên. Vào ngày 21 tháng 4 năm 1971, thị trấn được nâng cấp từ hương thành huyện hạt thị gọi là thành phố Đào Viên. Vào ngày 25 tháng 12 năm 2014, thành phố trở thành khu của thành phố Đào Viên.

## Địa lý
- Diện tích: 34,80 km2 (13,44 dặm vuông Anh)
- Mật độ: 157 ft (48 m)
- Dân số: 427.815 người (tháng 1 năm 2016)

## Hành chính
| Khu Đào Viên                                                                            |
| Thị Trung Trung Lộ Phố Tử Cối Kê Đại Thụ Lâm Quy Sơn Lô Trúc Trung Lịch Bát Đức Oanh Ca |

| Tiếng Việt             | Chữ Hán            |
| Thị Trung (市中區)     | Thị Trung (市中區) |
| ---------------------- | ------------------ |
| Vũ Lăng                | 武陵里             |
| Dân Sinh               | 民生里             |
| Văn Hóa                | 文化里             |
| Văn Xương              | 文昌里             |
| Văn Minh               | 文明里             |
| Nam Hoa                | 南華里             |
| Nam Môn                | 南門里             |
| Tây Môn                | 西門里             |
| Tây Hồ                 | 西湖里             |
| Trường Mỹ              | 長美里             |
| Vĩnh Hưng              | 永興里             |
| Trung Hưng             | 中興里             |
| Quang Hưng             | 光興里             |
| Trung Hòa              | 中和里             |
| Bắc Môn                | 北門里             |
| Trung Lộ (中路區)      |                    |
| Trung Lộ               | 中路里             |
| Trung Tín              | 中信里             |
| Trung Sơn              | 中山里             |
| Trung Bình             | 中平里             |
| Trung Nguyên           | 中原里             |
| Trung Thái             | 中泰里             |
| Trung Thánh            | 中聖里             |
| Trung Đức              | 中德里             |
| Trung Chính            | 中正里             |
| Văn Trung              | 文中里             |
| Trung Thành            | 中成里             |
| Ngọc Sơn               | 玉山里             |
| Thái Sơn               | 泰山里             |
| Long Cương             | 龍岡里             |
| Long An                | 龍安里             |
| Long Phượng            | 龍鳳里             |
| Long Tường             | 龍祥里             |
| Long Thọ               | 龍壽里             |
| Long Sơn               | 龍山里             |
| Phố Tử (埔子區)        |                    |
| Đông Phố               | 東埔里             |
| Quang Tín              | 信光里             |
| Vĩnh An                | 永安里             |
| Trung Ninh             | 中寧里             |
| Đồng Đức               | 同德里             |
| Minh Đức               | 明德里             |
| Trung Phố              | 中埔里             |
| Nam Phố                | 南埔里             |
| Bảo Khánh              | 寶慶里             |
| Bảo An                 | 寶安里             |
| Bắc Phố                | 北埔里             |
| Thụy Khánh             | 瑞慶里             |
| Tây Phố                | 西埔里             |
| Từ Văn                 | 慈文里             |
| Tân Phố                | 新埔里             |
| Kinh Quốc              | 經國里             |
| Đồng An                | 同安里             |
| Trang Kính             | 莊敬里             |
| Tự Cường               | 自強里             |
| Trường An              | 長安里             |
| Trường Đức             | 長德里             |
| Đại Thụ Lâm (大樹林區) |                    |
| Đại Lâm                | 大林里             |
| Đại Thụ                | 大樹里             |
| Vân Lâm                | 雲林里             |
| Đại Phong              | 大豐里             |
| Phúc Lâm               | 福林里             |
| Phúc An                | 福安里             |
| Phong Lâm              | 豐林里             |
| Kiến Quốc              | 建國里             |
| Cối Kê (會稽區)        |                    |
| Triều Dương            | 朝陽里             |
| Thanh Khê              | 青溪里             |
| Thành Công             | 成功里             |
| Tam Dân                | 三民里             |
| Trung Nghĩa            | 忠義里             |
| Phúc Nguyên            | 福元里             |
| Tam Nguyên             | 三元里             |
| Đại Hưng               | 大興里             |
| Đại Nghiệp             | 大業里             |
| Cối Kê                 | 會稽里             |
| Cối Lạc                | 檜樂里             |
| Đại Hữu                | 大有里             |
| Bảo Sơn                | 寶山里             |
| Bảo Dân                | 寶民里             |
| Xuân Nhật              | 春日里             |
| Biện Châu              | 汴洲里             |
| Đông Môn               | 東門里             |
| Đông Sơn               | 東山里             |
| Vạn Thọ                | 萬壽里             |

## Vận chuyển

### Đường sắt
- Ga Đào Viên

### Tàu điện ngầm
- Tàu điện ngầm Đào Viên

## Thành phố kết nghĩa
- Radom, Ba Lan[3]
- Irvine, California, Hoa Kỳ[4]
- Kennewick, Washington, Hoa Kỳ